# Klima-, Energi- og Forsyningsministeriet
Klima-, Energi- og Forsyningsministeriet (forkortet KEFM, tidligere Klima- og Energiministeriet, Klima-, Energi- og Bygningsministeriet og Energi-, Forsynings- og Klimaministeriet) er et dansk ministerium, der blev dannet ved kongelig resolution af 23. november 2007 i forbindelse med tiltrædelsen af regeringen Anders Fogh Rasmussen III.

## Historie
Ministeriet blev oprettet som Klima- og Energiministeriet ved regeringsdannelsen efter folketingsvalget 2007, hvor ministeriets første minister blev Connie Hedegaard. 24. november 2009 blev hun efterfulgt af Lykke Friis. Ved regeringsdannelsen efter Folketingsvalget 2011 skiftede ministeriet navn til Klima-, Energi- og Bygningsministeriet, samtidig med at Martin Lidegaard blev ny minister.
Klima- og Energiministeriets opgaver hørte tidligere til Miljøministeriets og Transport- og Energiministeriets ressortområder. Ministeriet har ansvaret for den nationale og internationale klimaindsats, energiområdet og sager vedrørende affaldsforbrændingsanlæg, geologiske undersøgelser for Danmark og Grønland og meteorologi.[kilde mangler]
Efter regerings- og navneskiftet i 2011 overtog ministeriet desuden administrationen af statens kontorejendomme fra Finansministeriet, administrationen af universitetsbygninger fra Ministeriet for Forskning, Innovation og Videregående Uddannelser og sager vedrørende byggeri fra Erhvervsministeriet.[kilde mangler]
I 2015 skiftede ministeriet navn til Energi-, Forsynings- og Klimaministeriet og det afgav området for byggeri og bygninger til Transport- og Bygningsministeriet og overtog forskellige områder fra hhv. Miljøministeriet og Erhvervs- og Vækstministeriet. Samtidig tiltrådte Lars Christian Lilleholt som energi-, forsynings- og klimaminister.
I Juni 2019, under regeringen Mette Frederiksen I, skiftede ministeriet navn til Klima-, energi- og forsyningsministeret og Dan Jørgensen tiltrådte som minister.
I December 2022, under regeringen Mette Frederiksen II, tiltrådte Lars Aagaard som minister.

## Organisation
Energi-, Forsynings- og Klimaministeriets koncern består af fem styrelser, to institutioner og et selskab der arbejder nationalt og internationalt for effektive og stabile løsninger inden for energi-, forsynings- og klimaområdet:
- DMI
- Forsyningstilsynet
- Energinet
- Klimarådet
- Styrelsen for Dataforsyning og Infrastruktur
- GEUS
- Energistyrelsen
- Geodatastyrelsen[4]

## Opgaver
Energi-, Forsynings- og Klimaministeriet arbejder med at fremme forsynings- og energiydelser i verdensklasse, der understøtter vækst og holdbar omstilling og gennem høj faglighed, åbenhed og troværdighed sikre det danske samfund en klar retning for fremtidens forsyningssystem.
Ministeriet kan både bidrage med vækst og øget værdi for samfundet gennem sikker og effektiv forsyning og til at forebygge yderligere klimaudfordringer gennem en holdbar grøn omstilling og en fremtidssikret forvaltning af energiområdet. Med en teknologisk og samfundsmæssig udvikling, der er eksponentiel, skal ministeriet kunne forstå udviklingen og være med til at forme fremtiden.